# Сизинний
Сизинний (лат. Sisinnius PP.; 650 — 4 февраля 708) — папа римский с 15 января по 4 февраля 708 года.

## Биография
По национальности сириец, его отца звали Иоанн. Избранию Сизинния предшествовало три месяца Sede Vacante. Он был рукоположён примерно 15 января 708 года
Сизинний был папой всего двадцать дней. На момент избрания он уже умирал от подагры, он даже был не в состоянии самостоятельно вкушать пищу, однако всё ещё оставался человеком с сильным характером и успел отдать ряд мудрых распоряжений, в частности, о подготовке к ремонту стен Рима, а также поставил нового епископа на Корсику. Реставрация стен, запланированная Сизиннием, проводилась уже папой Григорием II.
Сизинний был похоронен в Базилике Святого Петра. Менее чем через два месяца папский престол занял Константин, также сириец по рождению и, вероятно, брат Сизинния.